# Keti Topuria
Ketevan Topuria, dite Keti Topuria (en géorgien : ქეთევან "ქეთი" თოფურია) est une chanteuse russe d'origine géorgienne. Elle est vocaliste dans le groupe kazakh A Studio. 

## Biographie
Keta Topuria naît le 9 septembre 1986 à Tbilissi, en Géorgie. Son père, Andro Topuria, était un criminel et sa mère, Natalia Topuria, est ingénieure chimiste. Keta Topuria obtient un diplôme en 1998 et commence une carrière de chant.
Entre 1998 et 2003, elle sort deux albums, mais finit par retourner à l'université. Elle ne termine cependant pas ses études, incompatibles avec son activité de chanteuse au sein du groupe A Studio.